# La colina de Watership (miniserie)
La colina de Watership (en inglés: Watership Down) es una miniserie de televisión animada dirigida por Noam Murro. Está basada en la novela del mismo nombre de 1972 publicada por el autor Richard Adams. Fue estrenada el 22 de diciembre de 2018 en la cadena BBC One en el Reino Unido y el 23 de diciembre de 2018 a nivel internacional en Netflix.
El vídeo musical de " Fire on Fire " (de Watership Down ) de Sam Smith se lanzó el 21 de diciembre de 2018. 

## Sinopsis
Ambientada en el sur de Inglaterra, la historia se centra en las aventuras de un grupo de conejos. Aunque viven en su entorno natural, son antropomorfos, poseen su propia cultura, idioma y mitología. Los conejos escapan de la destrucción de su hábitat y buscan un lugar para establecer un nuevo hogar, encontrando todo tipo de peligros en el camino.

## Elenco

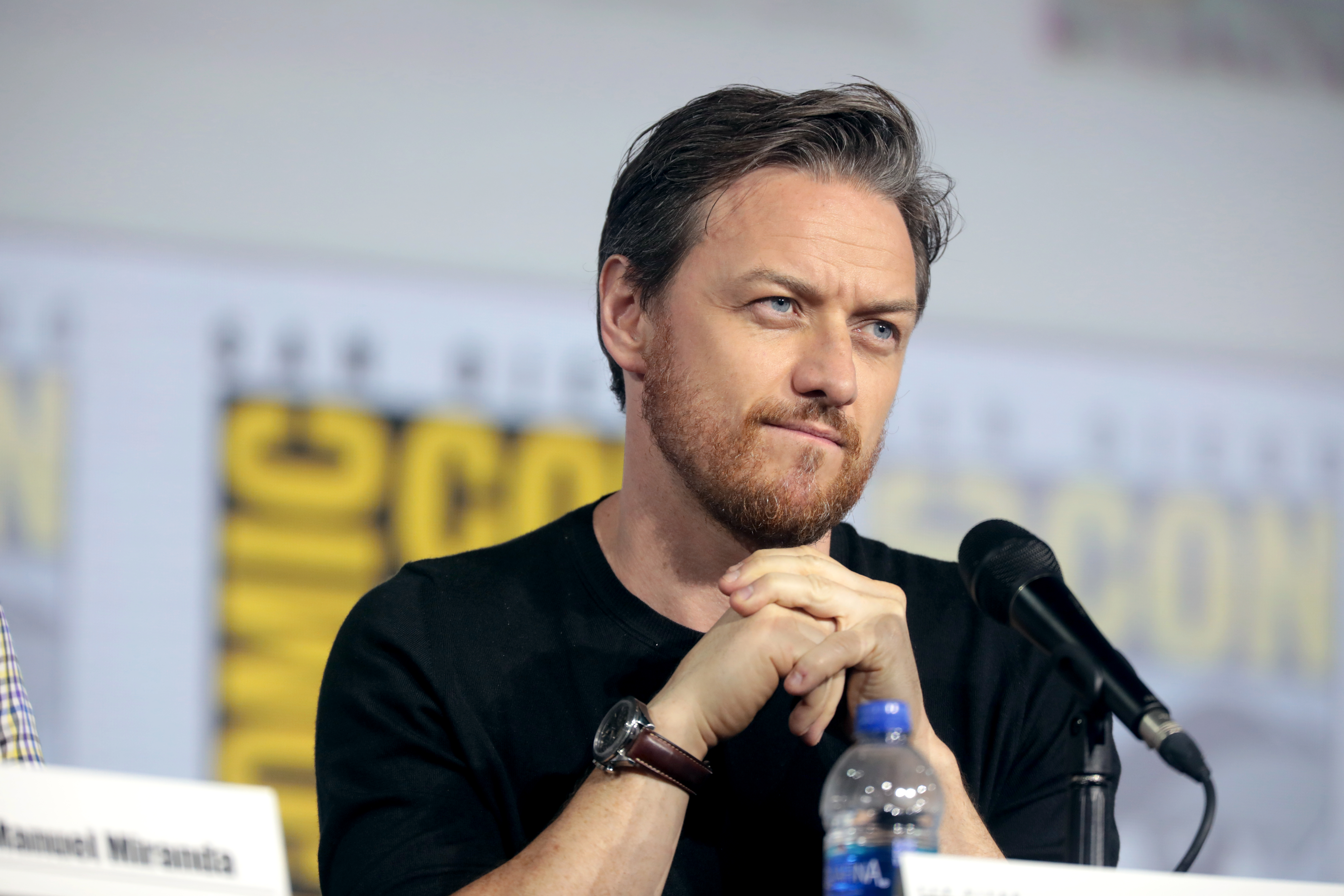
El actor británico James McAvoy le presta la voz a Avellano.

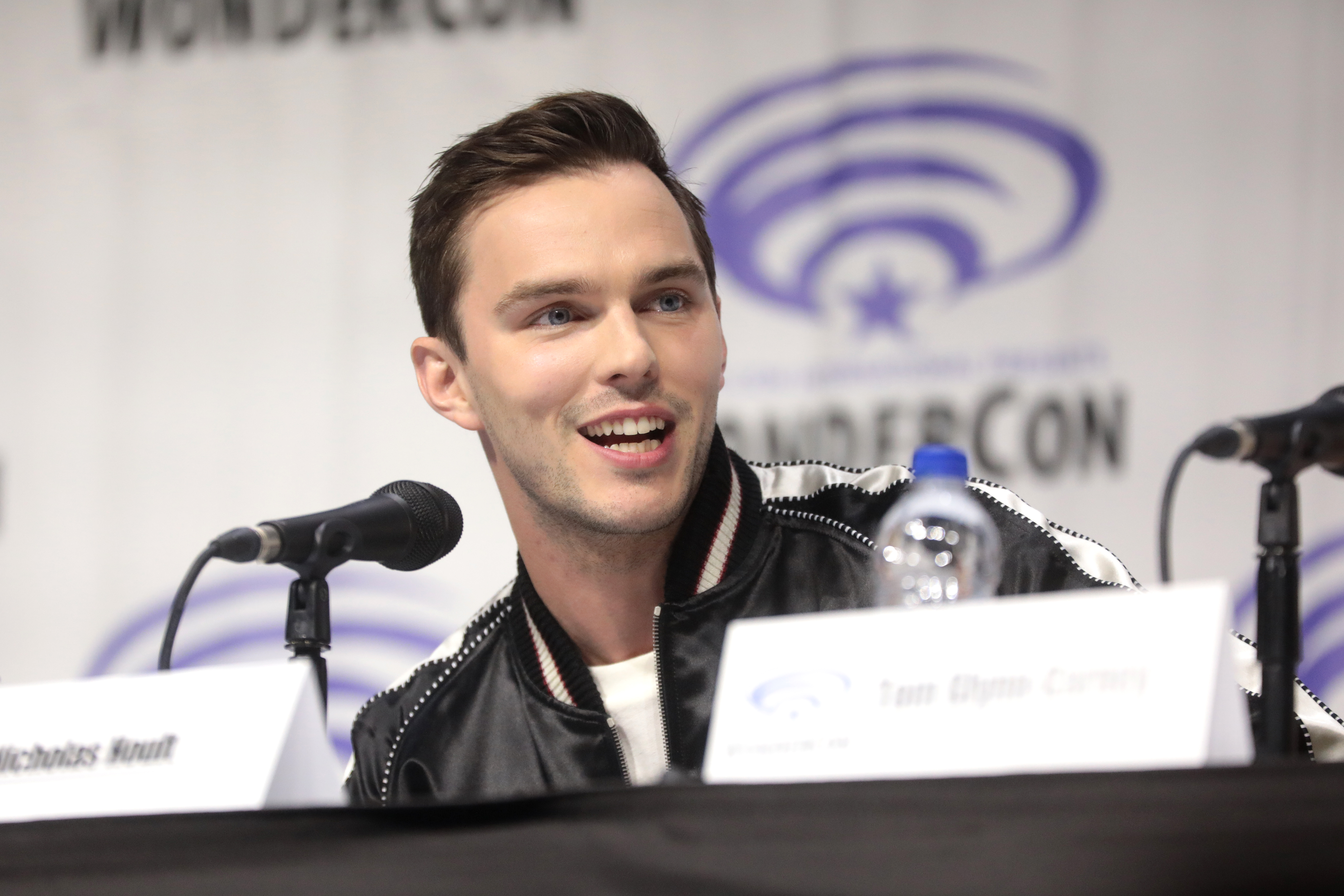
El actor británico Nicholas Hoult interpreta a Quinto.

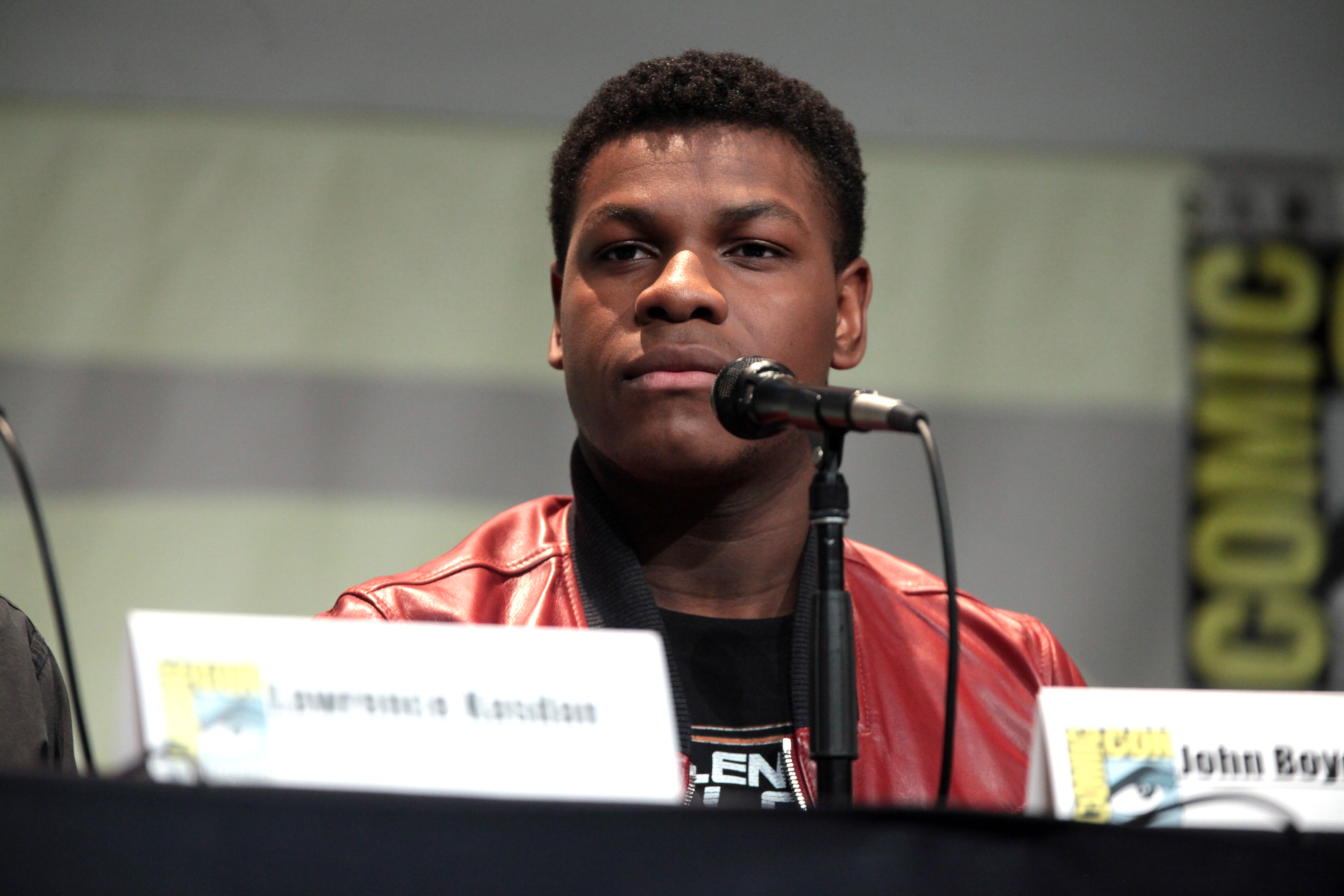
John Boyega le da voz a Pelucón.

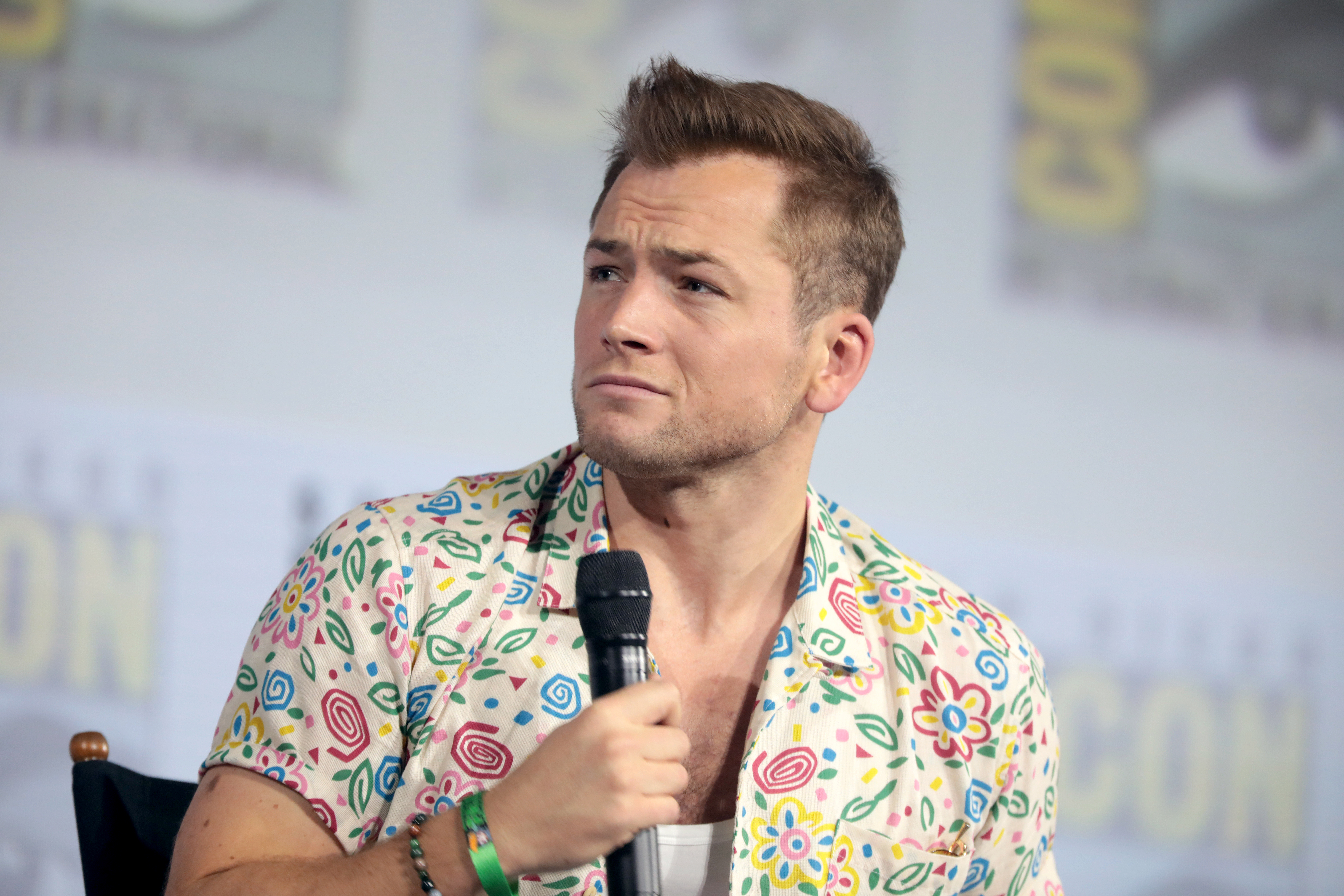
Taron Egerton le da voz al tramposo antagonista El-Ahrairah.

| Actor / Actriz original  | Nombre original      | Nombre en España     |
| ------------------------ | -------------------- | -------------------- |
| James McAvoy             | Hazel                | Avellano             |
| Nicholas Hoult           | Fiver                | Quinto               |
| John Boyega              | Bigwig               | Pelucón              |
| Ben Kingsley             | General Woundwort    | General Vulneraria   |
| Tom Wilkinson            | Threarah             | Threarah             |
| Gemma Arterton           | Clover               | Trébol               |
| Peter Capaldi            | Kehaar               | Kehaar               |
| Olivia Colman            | Strawberry           | Fresa                |
| Mackenzie Crook          | Hawkbit              | Pico de halcón       |
| Anne-Marie Duff          | Hyzenthlay           | Hyzenthlay           |
| Taron Egerton            | El-Ahrairah          | El-Ahrairah          |
| Freddie Fox              | Capitán Holly        | Capitán Acebo        |
| James Faulkner           | Frith                | Frith                |
| Lee Ingleby              | Capitán Campion      | Capitán Campeón      |
| Miles Jupp               | Blackberry           | Zarzamora            |
| Daniel Kaluuya           | Bluebell             | Campanilla           |
| Rory Kinnear             | Cowslip              | Prímula              |
| Craig Parkinson          | Sargento Sainfoin    | Sargento Esparceta   |
| Rosamund Pike            | Coneja Negra de Inlé | Coneja Negra de Inlé |
| Daniel Rigby             | Dandelion            | Diente de León       |
| Jason Watkins            | Capitán Orchis       | Capitán Orquídea     |
| Adewale Akinnuoye-Agbaje | Capitán Vervain      | Capitán Verbena      |
| Lorraine Bruce           | Esposa del granjero  | Mujer del granjero   |
| Gemma Chan               | Dewdrop              | Gota de rocío        |
| Lizzie Clark             | Haystack             | Almiar               |
| Rosie Day                | Thethuthinnang       | Thethuthinnang       |
| Henry Goodman            | Blackavar            | Negroso              |
| Peter Guinness           | Silverweed           | Alga plateada        |
| Murray McArthur          | Granjero             | Granjero             |
| Sam Redford              | Hombre               | Hombre               |
| Charlotte Spencer        | Nettle               | Ortiga               |

## Episodios
| N.º en serie | N.º en temp. | Título        | Dirigido por | Escrito por | Fecha de emisión original          |
| --- | ------------ | ------------- | ------------ | ----------- | ---------------------------------- |
| 1 | 1            | «"El viaje"»  | Noam Murro   | Tom Bidwell | 22 de diciembre de 2018 Strawberry |
| Según la mitología lapina de Richard Adams, el mundo fue creado por un dios del sol llamado Frith. Cuando los conejos comenzaron a multiplicarse sin control, Frith creó depredadores para cazarlos. Sin embargo, otorgó gran rapidez a los conejos para asegurar su supervivencia. En la actualidad, en una madriguera llamada Sandleford Down en Hampshire, Inglaterra, un conejo llamado Quinto tiene una visión de máquinas que vienen a destruir la madriguera. Él y su hermano mayor Avellano convencen a algunos conejos para que dejen la madriguera con ellos, pero son invadidos por soldados, liderados por la Capitana Acebo. Pelucón, un fuerte luchador, les ayuda a escapar. Un extraño conejo llamado Cowslip visita al grupo y se ofrece a dejarlos quedarse en su madriguera. Aunque está lleno de conejos bien alimentados, la moral y el número son extrañamente bajos. Pelucón queda atrapado en una trampa y comienza a asfixiarse. Cuando Quinto pide ayuda, Cowslip revela que los atrapados se entregan a un granjero a cambio de comida y protección. Los conejos liberan a Pelucón y se van, acompañados por una cierva llamada Fresa. Poco después de que deciden establecerse en una nueva madriguera, llamándola Watership Down, Acebo llega herida y confirma la visión de Quinto. |              |               |              |             |                                    |
| 2 | 2            | «"La redada"» | Noam Murro   | Tom Bidwell | 22 de diciembre de 2018            |
| A la mañana siguiente, Acebo cuenta sus viajes para encontrar al grupo. Después de sobrevivir a la destrucción de Sandleford a manos humanas, viajó por el campo buscando al grupo, antes de encontrarse con un conejo herido que le advirtió sobre una madriguera llamada "Efrafa", gobernada por el enorme, despiadado y con cicatrices General Woundwart. Sabiendo que habrá peleas entre los machos por la única hembra que tienen, Pelucón sugiere asaltar una granja cercana para reclutar hembras allí, pero Avellano no está de acuerdo. Kehaar, una gaviota con un ala herida, de repente se estrella frente al grupo y Avellano se hace amiga del pájaro para pedirle que busque hembras. Se va volando y regresa con noticias de una madriguera cercana. Acebo, Zarzamora y Campanilla son detenidos por soldados de Efrafan y llevados ante el General Vulneraria, donde se les niega su solicitud y son encarcelados. La noche siguiente, el grupo de Acebo organiza una fuga. Al mismo tiempo, Avellano regresa sola a la granja, pero descubre que la jaula ha sido trasladada al interior. Se cuela por la granja y libera a las hembras, pero los granjeros son alertados y las persiguen. Mientras intenta salvar a Trébol, el granjero le dispara a Avellano en la pierna y se desploma en un desagüe pluvial. En un estado de limbo, Avellano recibe la visita del Conejo Negro de Inlé, la parca lapina , y ella le asegura que su hora aún no ha llegado. |              |               |              |             |                                    |
| 3 | 3            | «"El escape"» | Noam Murro   | Tom Bidwell | 23 de diciembre de 2018            |
| Quinto tiene una visión de que Avellano está viva. Trébol sale sola a buscarlo, pero es capturada por soldados de Efrafan y llevada a Efrafa. Pelucón encuentra a Avellano y lo ayuda a regresar a Watership Down. Se trama un plan para infiltrarse en Efrafa y salvar a las hembras encarceladas. Pelucón llega a Efrafa haciéndose pasar por un vagabundo y es incluido en sus filas como soldado. Pelucón encuentra a Trébol y le cuenta sus planes de escapar. Después de ganarse la confianza de Hyzenthlay, el líder de Efrafan, Pelucón intenta escapar de la madriguera junto a ellos, pero son atrapados mientras esperan apoyo aéreo de Kehaar. Hyzenthlay es acusado del plan de fuga y condenado a ejecución. Pelucón recibe la orden de actuar como verdugo para demostrar su lealtad a Efrafa. Él se niega, lucha contra los soldados y ayuda a las hembras a escapar de Efrafa. Se reúnen con el grupo de Avellano pero están rodeados por soldados de Efrafan. Woundwort avanza, desafiando a Pelucón a una lucha a muerte. |              |               |              |             |                                    |
| 4 | 4            | «"El asedio"» | Noam Murro   | Tom Bidwell | 23 de diciembre de 2018            |
| El episodio comienza con un flashback que revela los orígenes del General Vulneraria. En el presente, Woundwort se enfrenta a Pelucón y los conejos de Watership Down que escapan de Efrafa. Kehaar viene a rescatarlos y lucha contra los Efrafans. Los conejos se esconden en una aldea humana cercana y agradecen a Kehaar por su valentía a la mañana siguiente. El grupo regresa a Watership Down, pero su victoria dura poco ya que se encuentran con un grupo de exploración de Efrafa. Watership Down se prepara para la guerra; muchos resultan heridos y Acebo muere. Quinto tiene otra visión y se dirige a la granja con Avellano. Deciden liberar al perro de la granja y llevarlo de regreso a la madriguera mientras Pelucón lucha contra Woundwort. Quinto es capturado por el gato de la granja y Avellano lo abandona para atraer al perro a la madriguera. El perro y Woundwort se abalanzan el uno contra el otro, dejando desconocido el destino de Woundwort. La madriguera prospera en los años siguientes, y el Conejo Negro de Inlé visita a una anciana Avellano. Ella lo invita a unirse a su Owsla y él acepta antes de fallecer en paz. Campanilla cuenta la historia de Avellano fuera del laberinto. |              |               |              |             |                                    |

## Producción
En julio de 2014, se anunció que la BBC transmitiría una nueva serie animada de Watership Down basada en la novela de 1972 y la película de 1978.  En abril de 2016, se anunció que la serie sería una coproducción entre BBC y Netflix , y constaría de cuatro episodios de una hora.  La serie tiene un presupuesto de £20 millones. El resto del elenco de voces se anunció en noviembre de 2018.

## Estreno
Originalmente programado para su lanzamiento el 25 de diciembre de 2018, Watership Down se lanzó el 22 de diciembre de 2018 en BBC One en el Reino Unido y el 23 de diciembre de 2018 en Netflix a nivel internacional.

## Recepción
Watership Down ha sido bien recibida por la crítica especializada y por la audiencia en general, quienes han alabado el notable reparto de voces de la serie. El principal aspecto negativo que han remarcado algunas reseñas es la calidad de la animación. En el sitio web especializado Rotten Tomatoes, la miniserie cuenta con un porcentaje de aprobación del 76% basado en reseñas de 17 críticos. En Metacritic cuenta con un índice de audiencia promedio de 76 sobre 100, indicando reseñas generalmente positivas.
The Times les dio tres estrellas de cinco, escribiendo "esta fue una producción sustanciosa y hecha con mucho cariño que, distribuida en dos días, pareció demasiado larga", mientras que The New York Times señaló que aunque la adaptación "Si falla su potencial, se beneficia de fuertes interpretaciones de voz y una historia central sólida. Incluso esta versión fácil de escuchar, que se basa en el romance, las bromas y el diálogo flojo, tiene momentos de grandeza y el alcance de una epopeya de fantasía." A pesar de las críticas negativas, obtuvo cuatro estrellas del The Daily Telegraph, dijeron que tenía un "mordisco emocional".

## Reconocimientos
El drama ganó un premio Daytime Emmy al mejor programa animado de clase especial. También fue nominado a los premios Emmy de artes creativas diurnas por su destacada dirección, edición de sonido, mezcla de sonido, diseño gráfico y dirección musical.